# Brandon Tanev
Pour les articles homonymes, voir Tanev.
Brandon Tanev (né le 31 décembre 1991 à Toronto dans la province d'Ontario au Canada) est un joueur professionnel canadien de hockey sur glace. Il évolue au poste d'ailier gauche. Son frère Christopher est également joueur de hockey professionnel.

## Biographie
Brandon Tanev est né le 31 décembre 1991 à Toronto au Canada ; il est le fils de Mike et Sophoe et est le cadet de deux ans de Christopher. Comme son aîné, Brandon joue dans la Greater Toronto Hockey League jusqu'à l'âge de 17 ans puis rejoint les Waxers de Markham de la Ligue de hockey junior de l'Ontario en 2010-2011.
Il a évolué pour les Friars de Providence College de 2012 à 2016. En 2015, il marque le but gagnant lors de la finale du championnat NCAA de hockey sur glace masculin qui permet à son équipe de remporter le championnat universitaire américain. 
Le 30 mars 2016, il signe en tant qu'agent libre avec les Jets de Winnipeg. Il fait ses débuts professionnels avec cette même équipe dans la Ligue nationale de hockey vers la fin de la saison.
Le 27 mars 2018, il marque son premier tour du chapeau dans la LNH lors d'une victoire 5-4 des Jets contre les Bruins de Boston. Le 1er juillet 2019, il signe en tant qu'agent libre avec les Penguins de Pittsburgh.

## Statistiques
| Saison     | Équipe                    | Ligue       |     | Saison régulière | Saison régulière | Saison régulière | Saison régulière | Saison régulière |   | Séries éliminatoires | Séries éliminatoires | Séries éliminatoires | Séries éliminatoires | Séries éliminatoires |
| Saison     | Équipe                    | Ligue       | PJ  | B                | A                | Pts              | Pun              | PJ               | B | A                    | Pts                  | Pun                  |                      |                      |
| 2006-2007  | Toronto Nationals U16 AAA | GTHL U16    | 31  | 4                | 9                | 13               | 12               | -                | - | -                    | -                    | -                    |                      |                      |
| 2007-2008  | Mississauga Reps U18 AAA  | GTHL U18    | 31  | 13               | 18               | 31               | 23               | -                | - | -                    | -                    | -                    |                      |                      |
| 2010-2011  | Waxers de Markham         | OJHL        | 46  | 16               | 26               | 42               | 16               | 6                | 2 | 2                    | 4                    | 0                    |                      |                      |
| 2011-2012  | Eagles de Surrey          | BCHL        | 58  | 11               | 22               | 33               | 27               | 10               | 3 | 1                    | 4                    | 2                    |                      |                      |
| 2012-2013  | Providence College        | Hockey East | 33  | 4                | 7                | 11               | 6                | -                | - | -                    | -                    | -                    |                      |                      |
| 2013-2014  | Providence College        | Hockey East | 39  | 6                | 9                | 15               | 20               | -                | - | -                    | -                    | -                    |                      |                      |
| 2014-2015  | Providence College        | Hockey East | 39  | 10               | 13               | 23               | 20               | -                | - | -                    | -                    | -                    |                      |                      |
| 2015-2016  | Providence College        | Hockey East | 38  | 15               | 13               | 28               | 35               | -                | - | -                    | -                    | -                    |                      |                      |
| 2015-2016  | Jets de Winnipeg          | LNH         | 3   | 0                | 0                | 0                | 2                | -                | - | -                    | -                    | -                    |                      |                      |
| 2016-2017  | Jets de Winnipeg          | LNH         | 51  | 2                | 2                | 4                | 26               | -                | - | -                    | -                    | -                    |                      |                      |
| 2016-2017  | Moose du Manitoba         | LAH         | 23  | 2                | 7                | 9                | 13               | -                | - | -                    | -                    | -                    |                      |                      |
| 2017-2018  | Jets de Winnipeg          | LNH         | 61  | 8                | 10               | 18               | 18               | 17               | 4 | 2                    | 6                    | 11                   |                      |                      |
| 2018-2019  | Jets de Winnipeg          | LNH         | 80  | 14               | 15               | 29               | 41               | 5                | 1 | 1                    | 2                    | 0                    |                      |                      |
| 2019-2020  | Penguins de Pittsburgh    | LNH         | 68  | 11               | 14               | 25               | 16               | 4                | 0 | 1                    | 1                    | 0                    |                      |                      |
| 2020-2021  | Penguins de Pittsburgh    | LNH         | 32  | 7                | 9                | 16               | 22               | 6                | 1 | 0                    | 1                    | 0                    |                      |                      |
| 2021-2022  | Kraken de Seattle         | LNH         | 30  | 9                | 6                | 15               | 13               | -                | - | -                    | -                    | -                    |                      |                      |
| 2022-2023  | Kraken de Seattle         | LNH         | 82  | 16               | 19               | 35               | 44               | 14               | 1 | 3                    | 4                    | 4                    |                      |                      |
| 2023-2024  | Kraken de Seattle         | LNH         | 66  | 7                | 9                | 16               | 51               | -                | - | -                    | -                    | -                    |                      |                      |
| Totaux LNH | Totaux LNH                | Totaux LNH  | 473 | 74               | 84               | 158              | 233              | 46               | 7 | 7                    | 14                   | 15                   |                      |                      |

### En équipe nationale
| Année | Équipe | Compétition          |    | PJ | B | A | Pts | Pun      |  | Résultat |
| 2024  | Canada | Championnat du monde | 10 | 4  | 1 | 5 | 4   | 4e place |  |          |

## Trophées et honneurs personnels
- 2014-2015 : champion de la NCAA avec les Friars de Providence College